# Lijst van schilderijen in het Rijksmuseum Amsterdam/Anonieme Zuid-Nederlandse schilders
Lijst van schilderijen in het Rijksmuseum Amsterdam met werken van anonieme schilders afkomstig uit de Zuidelijke Nederlanden. Vermeldingen in het grijs geven aan dat het werk geen deel meer uitmaakt van de collectie van het Rijksmuseum, bijvoorbeeld omdat het in bruikleen gegeven is aan een andere instelling of omdat het teruggegeven is aan de bruikleengever. 
| Inventarisnummer | Toeschrijving                                                                      | Titel | Datering      | Afbeelding |
| ---------------- | ---------------------------------------------------------------------------------- | --- | ------------- | ---------- |
| SK-A-977         | Anoniem (Nederlanden)                                                              | Portret van David Jorisz.                                                                                         | Ca. 1550      |            |
| SK-A-979         | Anoniem (Nederlanden)                                                              | Portret van Karel V                                                                                               | Ca. 1550      |            |
| SK-A-3914        | Anoniem (Nederlanden?)                                                             | Panelen van een altaarstuk met de gelijkenis van de rijke man en de arme Lazarus en het sterfbed van de rijke man | Ca. 1550-1575 |            |
| SK-A-3915        | Anoniem (Nederlanden?)                                                             | Panelen van een altaarstuk met de gelijkenis van de rijke man en de arme Lazarus en het sterfbed van de rijke man | Ca. 1550-1575 |            |
| SK-A-3460        | Anoniem (Nederlanden)                                                              | De aanbidding der herders                                                                                         | 1550-1600     |            |
| SK-A-922         | Anoniem (Nederlanden)                                                              | Portret van Steven van Dalen                                                                                      | Ca. 1580      |            |
| SK-A-4464        | Anoniem (Nederlanden)                                                              | Het kantoor van een ontvanger                                                                                     | Ca. 1580      |            |
| SK-C-1222        | Anoniem (Nederlanden)                                                              | Lusthof | Ca. 1590      |            |
| SK-A-1309        | Anoniem (Nederlanden)                                                              | Portret van een vrouw, waarschijnlijk Maria Schuurman                                                             | Ca. 1599-1600 |            |
| SK-A-2094        | Anoniem (Nederlanden?)                                                             | Stilleven met bloemen voor een landschap                                                                          | 1600-1700     |            |
| SK-A-512         | Anoniem (Nederlanden?)                                                             | Adonis | 1600-1700     |            |
| SK-A-1441        | Anoniem (Nederlanden)                                                              | Elegant gezelschap op een terras in een op Venetië geïnspireerde omgeving                                         | Ca. 1615      |            |
| SK-A-4672        | Anoniem (Nederlanden)                                                              | Inwijding van een nieuw lid van de Bentveughels te Rome                                                           | Ca. 1660      |            |
| SK-A-2629        | Anoniem (Nederlanden)                                                              | De vrede blust de oorlogsfakkel                                                                                   | 1675-1700     |            |
| SK-A-3835        | Anoniem (Zuidelijke Nederlanden)                                                   | Portretten van Philips de Goede en Karel de Stoute, hertogen van Bourgondië                                       | Ca. 1460      |            |
| SK-A-3836        | Anoniem (Zuidelijke Nederlanden)                                                   | Portretten van Philips de Goede en Karel de Stoute, hertogen van Bourgondië                                       | Ca. 1460      |            |
| SK-C-825         | Anoniem (Zuidelijke Nederlanden)                                                   | Maria met kind | Ca. 1500      |            |
| SK-A-2552        | Anoniem (Zuidelijke Nederlanden)                                                   | Maria met kind | Ca. 1500      |            |
| SK-A-2854        | Anoniem (Zuidelijke Nederlanden)                                                   | Portret van Filips de Schone, hertog van Bourgondië                                                               | Ca. 1500      |            |
| SK-A-4184        | Anoniem (Zuidelijke Nederlanden)                                                   | Farao's dochter vindt Mozes in het biezen mandje                                                                  | 1500-1600     |            |
| SK-A-4185        | Anoniem (Zuidelijke Nederlanden?)                                                  | De aanbidding der koningen                                                                                        | 1500-1600     |            |
| SK-C-903         | Anoniem (Zuidelijke Nederlanden)                                                   | Graflegging | 1550-1600     |            |
| SK-A-2591        | Anoniem (Zuidelijke Nederlanden)                                                   | Graflegging | 1550-1600     |            |
| SK-A-1590        | Anoniem (Zuidelijke Nederlanden)                                                   | Heilige maagd met kind                                                                                            | 1550-1600     |            |
| SK-A-4487        | Anoniem (Zuidelijke Nederlanden)                                                   | De Tafelen der Wet met de tien geboden in schoonschrift getoond door Mozes                                        | Ca. 1560      |            |
| SK-C-508         | Anoniem (Zuidelijke Nederlanden)                                                   | Arma Christi | Ca. 1560      |            |
| SK-A-4071        | Anoniem (Zuidelijke Nederlanden)                                                   | Portret van Antoine Perrenot, kardinaal van Granvelle                                                             | 1565          |            |
| SK-A-3851        | Anoniem (Zuidelijke Nederlanden)                                                   | Portret van Viglius ab Zuychem                                                                                    | Ca. 1570      |            |
| SK-C-1579        | Anoniem (Zuidelijke Nederlanden)                                                   | Christus zegent de kinderen                                                                                       | Ca. 1570      |            |
| SK-A-904         | Anoniem (Zuidelijke Nederlanden)                                                   | Portret van Guilliam Courten                                                                                      | 1575          |            |
| SK-A-1287        | Anoniem (Zuidelijke Nederlanden)                                                   | Tarquinius en Lucretia en Jozef en de vrouw van Potifar                                                           | Ca. 1575      |            |
| SK-A-1288        | Anoniem (Zuidelijke Nederlanden)                                                   | Tarquinius en Lucretia en Jozef en de vrouw van Potifar                                                           | Ca. 1575      |            |
| SK-A-4465        | Anoniem (Zuidelijke Nederlanden)                                                   | Allegorie op de kuiperij                                                                                          | Ca. 1580      |            |
| SK-A-4466        | Anoniem (Zuidelijke Nederlanden)                                                   | De tandentrekker                                                                                                  | Ca. 1580      |            |
| SK-A-4467        | Anoniem (Zuidelijke Nederlanden)                                                   | De impotente visser                                                                                               | Ca. 1580      |            |
| SK-A-622         | Anoniem (Zuidelijke Nederlanden)                                                   | Twee spelende kinderen                                                                                            | 1600-1650     |            |
| SK-C-1484        | Anoniem (Zuidelijke Nederlanden)                                                   | Het laatste oordeel                                                                                               | 1600-1650     |            |
| SK-A-3353        | Anoniem (Zuidelijke Nederlanden)                                                   | De apostel Paulus                                                                                                 | 1600-1700     |            |
| SK-A-4848        | Anoniem (Zuidelijke Nederlanden)                                                   | De mislukte aanslag op Antwerpen door prins Maurits, 17 mei 1605                                                  | 1605-1700     |            |
| SK-A-740         | Anoniem (Zuidelijke Nederlanden) Gedeeltelijk naar een prent door Aegidius Sadeler | De grote zaal in het Hradschin te Praag                                                                           | 1607-1615     |            |
| SK-A-2864        | Anoniem (Zuidelijke Nederlanden)                                                   | Portret van een vrouw                                                                                             | Ca. 1615      |            |
| SK-A-2865        | Anoniem (Zuidelijke Nederlanden)                                                   | Portret van een vrouw                                                                                             | Ca. 1615      |            |
| SK-A-947         | Anoniem (Zuidelijke Nederlanden)                                                   | Een oude man | 1625-1650     |            |
| SK-A-3027        | Anoniem (Zuidelijke Nederlanden)                                                   | Verheerlijking van handel en wetenschap                                                                           | 1625-1650     |            |
| SK-C-887         | Anoniem (Zuidelijke Nederlanden)                                                   | Boerenerf | Ca. 1640      |            |
| SK-A-2575        | Anoniem (Zuidelijke Nederlanden)                                                   | Boerenerf | Ca. 1640      |            |
| SK-A-4021        | Anoniem (Zuidelijke Nederlanden)                                                   | Allegorische vrouwenfiguur met twee putti                                                                         | 1650-1700     |            |
| SK-A-80          | Anoniem (Zuidelijke Nederlanden)                                                   | Vechtende vogels                                                                                                  | Ca. 1655      |            |
| SK-A-962-A       | Anoniem (Zuidelijke Nederlanden)                                                   | Christus aan het kruis                                                                                            | 1675-1699     |            |
| SK-A-2096        | Anoniem (Zuidelijke Nederlanden)                                                   | Gezelschap in een boomrijk landschap                                                                              | 1680-1690     |            |
| SK-A-2870        | Anoniem (Zuidelijke Nederlanden)                                                   | Portret van Johann Ludwig Hektor, graaf van Isolani                                                               | Ca. 1750      |            |
| SK-C-1629        | Anoniem (Zuidelijke Nederlanden)                                                   | De zelfmoord van koningin Dido                                                                                    | Ca. 1800      |            |
| SK-A-2800        | Anoniem (Brabant)                                                                  | De mis van de heilige Gregorius                                                                                   | Ca. 1500      |            |
| SK-A-4650        | Anoniem (Brabant) Gedeeltelijk naar Jheronimus Bosch                               | Ecce homo | Ca. 1520      |            |
| SK-A-1491        | Anoniem (Maasland)                                                                 | Scènes uit het leven van Christus                                                                                 | Ca. 1435      |            |
| SK-A-866         | Anoniem (Antwerpen)                                                                | Panelen van een altaarstuk met de ontmoeting van Abraham en Melchisedek en de mannaregen                          | Ca. 1510-1520 |            |
| SK-A-867         | Anoniem (Antwerpen)                                                                | Panelen van een altaarstuk met de ontmoeting van Abraham en Melchisedek en de mannaregen                          | Ca. 1510-1520 |            |
| SK-A-2684        | Anoniem (Antwerpen)                                                                | Het melkkoetje | 1633-1639     |            |
| SK-C-1183        | Anoniem (Antwerpen)                                                                | Portret van Jacobus Govaerts                                                                                      | 1665          |            |
| SK-C-1787        | Anoniem (Brugge)                                                                   | De heilige Hiëronymus en de heilige Catharina van Alexandria                                                      | Ca. 1480-1490 |            |
| SK-A-2851        | Anoniem (Brugge)                                                                   | De Toren van Babel                                                                                                | Ca. 1490      |            |
| SK-A-1668        | Anoniem (Brugge)                                                                   | Twee vleugels van een drieluik met de portretten van Julien de Brouckere en zijn vrouw Elisabeth Canneel          | 1584          |            |